# 伊勢直弘
伊勢 直弘（いせ なおひろ、1972年3月21日 - ）は、日本の脚本家、演出家、俳優。城西国際大学メディア学部講師。北海道札幌市生まれ、埼玉県川口市育ち。血液型B型。舞台を中心に、イベントの構成・演出などの活動をしている。ダンデライオン所属。

## 略歴
- 明海大学卒業後、会社員を経て劇団「X-QUEST」に加入。
- 2007年、浅沼晋太郎・NAO-Gらと、「ハイブリッド・アミューズメント・ショウ bpm」を結成。リーダーとして活動。
- 2009年7月にロサンゼルスで演出作品「ひこうき雲」を発表、海外デビューする。
- 2010年、これまで数多くの著名な脚本家・演出家を起用してきたプロデュース公演「ラフカット」に起用される。
- 2011年には前年の演出作品「流れる雲よ」が演劇シネマとして映画化。
- 2012年5月末でX-QUESTを退団。[1]
- 2013年4月より城西国際大学メディア学部講師に就任。
- 2013年「'13食博覧会・大阪」でシンボルオブジェ「和紙サクラシアター」の映像演出を手掛ける。66万人を動員。
- 2013年7月21日、bpm FESTAをもってbpmを退団。[2]
- 2016年、脚本演出作品「ノラガミ」で、国内38箇所のほか、韓国、香港、台湾でのライブビューイングを開催。
- 2025年、総合芸術学校「ENDLESS ACADEMY」講師に就任。

## 人物・エピソード
俳優としては、舞台『黒執事』でアバーライン警部役を演じ、原作コミックス、アニメのキャラクター設定を無視した日替わりアドリブ暴走で、警部をギャグキャラ化させる。その影響によりその後の第2期アニメ版では、アバーライン警部が舞台版キャラクターをモデルに再設定され、アニメ史上初、3Dから2D化の完全逆輸入と評される。
演出家としては、個人の長所を伸び伸びと磨き上げる演出方針により、若手俳優の育成に特に定評を持つ。
作品ジャンルはワンシチュエーションのコメディから壮大なアクションエンターテイメント、マンガ・ゲーム・アニメ原作等の舞台化作品まで幅広く、プロジェクションマッピングを活用した作品なども手掛けている。
なるせゆうせいからは「魅惑のオールジャンル」と評されている。
趣味はスノーボード、自転車。特技は早起き、暴飲暴食、料理。好物はサバ。
2013年11月には、自身のツイッターに「美味しいものが食べたい」と書き込み、東京の自宅から栃木県佐野市まで自転車でラーメンを食べに行く。そしてそのまま往復。その様子が1時間ごとに呟かれ、驚きや激励のメッセージが届いていた。1日の走行距離約200キロ。
何事も仕事が早いと評されている。俳優の富田翔はインタビューで「早めに脚本や演出が整っていると、みんなが準備をできるので、神様みたいな存在」と語っている。

## 主な活動履歴

### 舞台（脚本・演出）
2008年
- 飛行機雲2008（東京：東京芸術劇場、富山：富山県教育文化会館）演出

2009年
- ぞめきの消えた夏（全労済ホール スペース・ゼロ）演出
- 流れる雲よ2009（全労済ホール スペース・ゼロ、新国立劇場）演出
- ひこうき雲（ロサンゼルス：ナカノシアター、東京：デュオステージBBs、静岡：Space-K、茨城：坂東市民音楽ホール）演出

2010年
- エイベックス・マネジメント主催 東京俳優市場2010冬『くたばれ!ジェームズ・キャメロン』（笹塚ファクトリー）演出
- ラフカット2010『"it's a smoke world"』（全労済ホール スペース・ゼロ）演出
- 流れる雲よ2010（全労済ホール スペース・ゼロ）演出

2011年
- エイベックス・マネジメント主催 東京俳優市場2011冬『蕨』（笹塚ファクトリー）脚本・演出
- 神様が降りてきた夏（王子小劇場）演出
- PEACE MAKER 〜新撰組参上（シアターGロッソ）演出

2012年
- 眠れぬ町の王子様〜prince of the sleepless town〜（全労済ホール スペース・ゼロ）監修
- エイベックス・マネジメント主催 東京俳優市場2012冬（笹塚ファクトリー）総合演出・ショートストーリー『池袋レインボウズ〜2012冬〜』脚本
- 大阪俳優市場『蕨』（世界館）脚本
- 真田十勇士〜カッコ良くなきゃ死ぬだけさ（大阪：サンケイホールブリーゼ、東京：全労済ホール スペース・ゼロ）脚色・演出
- avex rookies theater（博品館劇場）総合演出・ショートストーリー『ルーキーズ◎アッパーチューンッ!』脚本・演出
- WORKING!!（全労済ホール スペース・ゼロ）脚色・演出
- エイベックス・マネジメント主催 東京俳優市場2012春『池袋レインボウズ〜2012春〜』（笹塚ファクトリー）脚本
- 新撰組異聞PEACE MAKER 再炎 （シアターGロッソ）脚色・演出
- オレンジ 命の奇跡（博品館劇場）演出

2013年
- エイベックス・マネジメント主催 東京俳優市場2013冬『池袋レインボウズ2013冬〜ハッピーカムカム・ウエルカムカム』（笹塚ファクトリー）脚本
- ロックンロール・ダイアリーズ #1（シアターブラッツ）脚本・演出
- 異聞天狼伝〜會津新撰組残党記〜（全労済ホール スペース・ゼロ）演出
- 眠れぬ町の王子様〜dreams like bubbles of champagne〜（シアターサンモール）監修
- クラシャーズ・ラブソング（俳優座劇場）演出
- 英国探偵ミステリア ミュージカルライブ〜オペラ座の怪事件〜（日本教育会館 一ツ橋ホール）演出
- BOYS☆TALK（全労済ホール スペース・ゼロ）脚本・演出
- エイベックス・マネジメント主催 東京俳優市場2013春『池袋レインボウズ2013春〜チャレンジャーズ・ハイ!』（笹塚ファクトリー）脚本・演出
- 池袋レインボウズ〜season1〜（シアターグリーン）脚本
- 大阪レインボウズ2013春（世界館）脚本
- メサイア「銅ノ章」（シアターサンモール）脚本

2014年
- BOYS☆TALK 第二弾（新宿FACE）脚本・演出
- ニューヨークで猫を殺す方法（シアターグリーン BIG TREE THEATER）監修
- 30-DELUX 劇団朱雀合同公演『オレノカタワレ』（東京：シアターサンモール、大阪：ABCホール、名古屋：名鉄ホール）演出
- 東京俳優市場『サマンサ田畑』（築地ブディストホール）脚本・演出・総合演出
- 舞台『炎の蜃気楼 昭和編 夜啼鳥ブルース』（シアターサンモール）演出
- Club SLAZY The 3rd invitation 〜Onyx〜（草月ホール）脚本
- 大阪俳優市場『サマンサ田畑』（世界館）脚本・演出
- BROTHERS CONFLICT -BROTHERS ON STAGE!-（シアターサンモール）演出
- 東京俳優市場2014春『池袋レインボウズFINAL〜カラフル降るワンダフル』（築地ブディストホール）脚本・演出
- アリスインプロジェクト『時空警察ヴェッカー改 ノエルサンドレ』（下北沢小劇場B1）演出
- PONKOTSU-BARON project『オズからの招待状』（紀伊國屋サザンシアター）脚本
- リアル・ワールド（南大塚ホール）脚本・演出

2015年
- 魔王ロス症候群（シアターサンモール）演出
- Club SLAZY The 4th invitation 〜Topaz〜（東京：全労済ホール スペース・ゼロ、大阪：ABCホール）脚本
- 新釈・ロクモンセン -真田十勇士伝説-（全労済ホール スペース・ゼロ）脚本・演出
- 舞台『炎の蜃気楼 昭和編 瑠璃燕ブルース』（シアター1010）演出監修
- 天満月のネコ（笹塚ファクトリー）演出
- 大阪俳優市場『池袋レインボウズ -オーバー・ザ・レインボウ!-』（世界館）脚本・監修
- 30-DELUX『新版・義経千本桜』（東京：サンシャイン劇場、名古屋：北文化小劇場、福岡：福岡市民会館、大阪：サンケイホールブリーゼ）演出
- RO-DOKU 音戯草子2015（有楽町ニッポン放送イマジンスタジオ）演出
- 東京俳優市場『ザ・パイセン〜アッパーチューン2015〜』（築地ブディストホール）脚本・演出・総合演出
- BROTHERS CONFLICT -BROTHERS ON STAGE! 再演-（東京：シアターサンモール、大阪：IMPホール）演出
- 大阪俳優市場『ザ・パイセン〜アッパーチューン2015〜』（世界館）脚本・演出
- CHANGE THE WORLD（東京芸術劇場シアターウエスト）脚本・演出
- BROTHERS CONFLICT -BROTHERS ON STAGE! 2-（紀伊国屋サザンシアター）演出
- サマンサ田端（南大塚ホール）脚本・演出

2016年
- KANSAI BOYS SHOW 〜2016年 X'masの奇跡？（世界館）ショートストーリー『パプリカ』脚本・監修
- レディー・ア・ゴーゴー!!︎（中野テアトルBONBON）演出
- Club SLAZY The Final invitation 〜Garnet〜（品川プリンスホテルクラブeX）脚本
- 舞台『炎の蜃気楼 昭和編 夜叉衆ブギウギ』（シアターサンモール）演出
- おそ松さん on STAGE 〜SIX MEN'S SHOW TIME〜（大阪：シアタードラマシティ、東京：Zeppブルーシアター六本木）脚本
- 30-DELUX『新版 国性爺合戦』（東京：シアター1010、愛知：東海市芸術劇場、福岡：福岡市民会館、大阪：シアタードラマシティ）演出
- 歌謡倶楽部 艶漢（サンシャイン劇場）構成・演出
- 大阪俳優市場『池袋レインボウズ -ハッピーカムカム・ウエルカムカム-』『ピーターの救済』（世界館）脚本・監修
- BROTHERS CONFLICT -BROTHERS ON STAGE! 3- THE FINAL』（東京：全労済ホール スペース・ゼロ、大阪：IMPホール）演出
- Club SLAZY -Another world-』（新宿FACE）脚本
- ミュージカル 魔界王子 devils and realist（全労済ホール スペース・ゼロ）脚本
- 朗読劇『雲は湧き、光あふれて』（紀伊国屋サザンシアター）演出
- 大阪俳優市場 『池袋レインボウズ -チャレンジャーズ・ハイ!-』（世界館）脚本・監修
- ノラガミ −神と願い−（AiiA 2.5 Theater Tokyo）脚本・演出

2017年
- 舞台『ピッッツァ☆』（シアターサンモール）演出
- 鬼斬 ZERO（シアターサンモール）脚本・演出
- ミュージカル 魔界王子 devils and realist the Second spirit（新宿FACE）脚本
- Kiramune Presents Reading Live 2017『Be-Leave』（舞浜アンフィシアター）脚本
- 舞台『炎の蜃気楼 昭和編 紅蓮坂ブルース』（シアター1010）演出
- 舞台『四月は君の嘘』（東京：AiiA 2.5 Theater Tokyo、大阪：シアタードラマシティ）演出
- 劇団シャイニング from うたの☆プリンスさまっ♪『天下無敵の忍び道』（東京：シアターGロッソ、神戸：新神戸オリエンタル劇場）脚本・演出
- ノラガミ −神と絆−（AiiA 2.5 Theater Tokyo）脚本・演出

2018年
- 舞台『「pet」-壊れた水槽-』（草月ホール）演出・脚本
- 脚本『DIVE!! The STAGE!!』（東京：シアター1010、大阪：森ノ宮ピロティホール）脚本・演出
- 舞台『炎の蜃気楼 昭和編 散華行ブルース』（全労済ホール スペース・ゼロ）演出
- BOYS☆TALK 第三弾（CBGKシブゲキ!!）脚本・演出
- 舞台『十二大戦』（神戸：新神戸オリエンタル劇場、東京：シアター1010）脚本・演出
- 歌謡倶楽部 艶漢（東京キネマ倶楽部）脚本・演出
- おそ松さん on STAGE 〜SIX MEN'S SHOW TIME 2〜（大阪：梅田芸術劇場、東京：TOKYO DOME CITY HALL）脚本
- レディ・ア・ゴーゴー!!（新宿村LIVE）演出
- Like A（新宿FACE）脚本

2019年
- Like A room[002]（1月、全労済ホール スペース・ゼロ）脚本
- 劇団シャイニング from うたの☆プリンスさまっ♪『Pirates of the Frontier』（3-4月、東京：品川プリンス ステラボール、神戸：京都劇場）脚本・演出
- アイ★チュウ ザ・ステージ 〜Rose Ecarlate〜（4-5月、東京：シアター1010、大阪：サンケイホールブリーゼ）脚本・演出
- BOYS☆TALK 第四弾（6月、全労済ホール スペース・ゼロ）演出・脚本
- 舞台『アオアシ』（7月、シアター1010）脚本・演出
- 舞台『「pet」-虹のある場所-』（7-8月、神田明神ホール）演出・脚本
- Like A room[003]（2019年8月、新宿FACE）脚本
- 舞台『この音とまれ！』（8-9月、東京：全労済ホール スペース・ゼロ、福岡：ももちパレス、大阪：森ノ宮ピロティホール）演出・脚本
- ミュージカル『アルスラーン戦記』（9月、大阪：COOL JAPAN PARK OSAKA TTホール、東京：シアター1010）脚本・演出
- アイ★チュウ ザ・ステージ 〜Rose Ecarlate Deux〜 再演（10月、シアター1010）脚本・演出
- 舞台『OZMAFIA!! sink into oblivion』（10月、全労済ホール スペース・ゼロ）演出
- LIVEミュージカル演劇『チャージマン研!』（10-11月、新宿FACE）脚本
- おそ松さん on STAGE 〜SIX MEN'S SHOW TIME 3〜（11月、兵庫：あましんアルカイックホール、東京：舞浜アンフィシアター）脚本
- さらに「さらざんまい」〜愛と欲望のステージ〜（11月、東京：シアター1010、大阪：COOL JAPAN PARK OSAKA WWホール）脚本・演出
- レディ・ア・ゴーゴー!! 2019（12月、新宿村LIVE）演出
- エドアス！ 〜大江戸キック・アス！〜（12月、浅草九劇）脚本

2020年
- 舞台『イケメン源氏伝 あやかし恋えにし 〜義経ノ章〜』（2月、三越劇場）脚本・演出
- 舞台『あおざくら 防衛大学校物語』（4月、東京：三越劇場、大阪：COOL JAPAN PARK OSAKA WWホール）演出 ※中止
- 舞台『天下統一恋の乱 Love Ballad 〜伊達政宗編〜』（4月、三越劇場）脚本 ※中止
- BEASTARS THE STAGE（5月、東京：日経ホール、大阪：松下IMPホール）脚本・演出 ※中止
- ネゴシ8 〜あなたを救う8人の自分〜（7月、浅草九劇）脚本・演出 ※中止
- イケメン戦国 THE STAGE 〜明智光秀編〜（9月、EX THEATER ROPPONGI）脚本・演出
- LIVEミュージカル演劇『チャージマン研! R-2』（10月、新宿FACE）脚本
- アイ★チュウ ザ・ステージ 〜Après la pluie〜（10月、シアター1010 / 東京建物 Brillia HALL）脚本・演出
- ひとりしばい Vol.7 陳内将（10月、Zoom配信）脚本・演出
- レディ・ア・ゴーゴー!! 2020（12月、新宿村LIVE）演出
- イケメン王子 美女と野獣の最後の恋 THE STAGE 〜Beast Leon〜（12月、シアター1010）脚本

2021年
- READING MUSEUM『池袋シャーロック 〜最初で最後の事件〜』（1-2月、WEB配信）演出
- アイ★チュウ ザ・ステージ 〜La Cage aux Épines〜（4月、シアター1010）脚本・演出
- 青山オペレッタ THE STAGE 〜ノーヴァ・ステラ / 新しい星〜（4月、渋谷区文化総合センター大和田 さくらホール）脚本
- 舞台『純情ロマンチカ』（4-5月、草月ホール）脚本 ※中止
- 天才的脱兎（5月、浅草九劇）脚色
- 流星セブン 〜暁の操り人〜（5月、大阪：COOL JAPAN PARK OSAKA WWホール、東京：渋谷区文化総合センター大和田 さくらホール）演出 ※大阪公演は中止
- 舞台『球詠』（6月、草月ホール）作・演出
- Kiramune Presents Reading Live 2021『OTOGI狂詩曲-RE:Read- 』（7月、松戸・森のホール21 大ホール）演出
- 舞台『東京リベンジャーズ』（8月、大阪：COOL JAPAN PARK OSAKA WWホール、東京：日本青年館ホール、神奈川：KT Zepp Yokohama）脚本・演出
- ネゴシ8 〜あなたを救う8人の自分〜（9月、テアトルBONBON）脚本・演出
- 青山オペレッタ THE STAGE 〜ルーナ・ピエナ / 満ちる月〜（10月、渋谷区文化総合センター大和田 さくらホール）脚本
- 劇団『ドラマティカ』 ACT1 西遊記悠久奇譚（10-11月、東京：日本青年館ホール、兵庫：AiiA 2.5 Theater Kobe、東京凱旋：TACHIKAWA STAGE GARDEN）脚本・演出
- 舞台『ROOKIES』（11月、東京：シアター1010、大阪：サンケイホールブリーゼ、滋賀：栗東芸術文化会館きらら）脚本・演出
- 舞台『SK∞ エスケーエイト The Stage The First Part ～熱い夜のはじまり』（12月、天王洲 銀河劇場）脚本
- レディ・ア・ゴーゴー!! 2021（12月、中目黒キンケロ・シアター）演出

2022年
- イケメン戦国 THE STAGE スペシャル 初夢！ 〜ようこそ！くらぶ乱世へ〜（1月、シアター1010）脚本・演出
- 朗読劇『嘘つき魔女と灰色の虹』（1月、ところざわサクラタウン ジャパンパビリオンホールA）演出
- 舞台『SK∞ エスケーエイト The Stage The Last Part ～俺たちの無限大～』（1月、日本青年館ホール）脚本 ※中止
- 舞台『球詠 〜vs 影森・梁幽館編〜』（2月、新宿村LIVE）脚本・演出
- 舞台『東京リベンジャーズ -血のハロウィン編-』（3-4月、大阪：COOL JAPAN PARK OSAKA WWホール、東京：サンシャイン劇場）脚本・演出
- Kiramune Presents READING LIVE『Be-Leave』（4月、舞浜アンフィシアター）脚本
- 青山オペレッタ THE STAGE（5月、渋谷区文化総合センター大和田 さくらホール）脚本
- 舞台『アオアシ』（5月、全労済ホール スペース・ゼロ）脚本
- アイ★チュウ ザ・ステージ 〜Le musée tricolore〜（5月、シアター1010）脚本・演出
- 劇団『ドラマティカ』 ACT2 Phantom and Invisible Resonance（6-7月、東京：品川プリンスホテル ステラボール、大阪：東大阪市文化創造館 Dream House 大ホール、京都：京都劇場）脚本・演出
- コマネーア！〜Call My Name Again〜（7月、シアターグリーン BOXinBOXTHEATER）脚本
- 舞台『佐々木と宮野』（7月、シアター1010）脚本・演出
- 朗読劇『確率捜査官 御子柴岳人』（8月、ところざわサクラタウン ジャパンパビリオンホールA）演出
- 舞台5周年記念『イケメンシリーズ THE STAGE 〜世界を駆けて、祝祭を〜』（9月、シアター1010）脚本
- PERSONA5 the Stage #4 FINAL（10月、KT Zepp Yokohama）演出
- 青山オペレッタ THE STAGE 第四弾 2周年記念スペシャル・レヴューショー！（10月、シアタ−1010）脚本
- 音楽劇『ジェイド・バイン』（11月、シアター1010）演出
- はじまりのカーテンコール 〜your Note〜（12月、六行会ホール）脚本
- レディ・ア・ゴーゴー!! 2022（12月、中目黒キンケロ・シアター）演出

2023年
- SK∞ エスケーエイト The Stage The Last Part 〜俺たちの無限大〜（1月、シアター1010）脚本
- ハザマDD 〜ハザマ the Dimensional Detective〜（2月、浅草九劇）脚本
- 東京カラーソニック!! the STAGE vol.1（2月、シアター1010）脚本・演出
- 朗読×生演奏『うたかたの』（3-4月、全労済ホール スペース・ゼロ）脚色・演出
- 舞台『ブルーロック』（5月、大阪：サンケイホールブリーゼ、東京：サンシャイン劇場）脚本・演出
- 「魔入りました!入間くん」THE STAGE（5月、シアターGロッソ）脚本
- pa-pi-produce 第2回公演『SUMMER FREESIA EXPRESSION』（6月、萬劇場）構成
- 舞台『Go Forward！』（6月、かめありリリオホール）脚本・演出
- 舞台『転生したらスライムだった件』（8月、大阪：メルパルクホール大阪、東京：日本青年館ホール）脚本・演出
- ブラッククローバー the stage（9月、東京：シアター1010、神奈川：KAAT 神奈川芸術劇場）脚本・演出
- 劇団『ドラマティカ』 ACT3 カラ降るワンダフル！（10-11月、東京：品川プリンスホテル ステラボール、大阪：サンケイホールブリーゼ、福岡：キャナルシティ劇場）脚本・演出
- 東京カラーソニック!! the Stage Vol.2（11月、天王洲 銀河劇場）脚本・演出
- おそ松さん on STAGE 〜SIX MEN'S SHOW TIME〜 2nd SEASON（11月、東京：シアター1010、兵庫：AiiA 2.5 Theater Kobe）脚本
- レディ・ア・ゴーゴー!! 2023（12月、中目黒キンケロ・シアター）演出
- LIVE MUSICAL SYAGE『チャージマン研!2023』（12月、新宿FACE）脚本
- 舞台『東京リベンジャーズ -聖夜決戦編-』（2023年12月-2024年1月、大阪：東大阪市文化創造館 Dream House 大ホール、東京：品川プリンスホテル ステラボール）脚本・演出

2024年
- 舞台『ブルーロック』2nd STAGE（1月、京都：京都劇場、東京：ヒューリックホール東京）脚本・演出
- リーディングセッション「鉄輪（かなわ）」〜陰陽師・付喪神の巻より〜（3月、ニッショーホール）演出
- 舞台『恋と呼ぶには気持ち悪い』（4-5月、東京：ヒューリックホール東京、大阪：COOL JAPAN PARK OSAKA TTホール）脚本・演出
- 舞台『転生したらスライムだった件 -魔王来襲編＆人魔交流編-』（7-8月、東京：天王洲 銀河劇場、大阪：サンケイホールブリーゼ）脚本・演出
- 舞台『ブルーロック』3rd STAGE（8月、大阪：東大阪市文化創造館 Dream House 大ホール、東京：シアターH）脚本・演出
- 「天才的脱兎 再演」（8月、浅草九劇）脚色
- 「魔入りました!入間くん」THE STAGE 再演（8月-9月、シアターGロッソ）脚本
- 舞台『東京リベンジャーズ -天竺編-』（8月-9月、大阪：森ノ宮ピロティホール、東京：IMM THEATER）脚本・演出
- 舞台「理系が恋に落ちたので証明してみた。」（9月、こくみん共済 coop ホール／スペース・ゼロ）脚本
- 舞台『戦国妖狐 THE STAGE 世直し姉弟編』（9月-10月、シアター1010）脚本・演出
- 青山オペレッタ　THE STAGE～ピエナ・クラシコ／始まりの刻～（11月、新宿村LIVE）第二幕・劇中劇脚本
- レディ・ア・ゴーゴー!! 2024（12月、中目黒キンケロ・シアター）演出
- 舞台「アイ★チュウ」～La Grande Marche～（12月、博品館劇場）総合演出・脚本

2025年
- 『ハザマDDD～Hazama the Dimensional Detective Deux“ディディディーディ・ディーディディ”〜』（2月、浅草九劇）脚本
- 舞台『魔道祖師』邂逅編（3〜4月、東京：シアターH、京都：京都劇場）脚本・演出
- 舞台『ブルーロック』4th STAGE（5〜6月、東京：THEATER MILANO-Za、大阪：東大阪市文化創造館 Dream House 大ホール）脚本・演出
- 舞台『東京リベンジャーズ ーThe LAST LEAP－』（6月、大阪：COOL JAPAN PARK OSAKA WWホール、横浜：KAAT 神奈川芸術劇場〈ホール〉）脚本・演出
- 舞台「アイ★チュウ」～Persona/Bal masqué～（8月、ところざわサクラタウン）総合演出・脚本
- 東京俳優市場（8月、バルスタジオ）監修・脚本
- 舞台「ぼくらの七日間戦争2025」（8月〜11月、東京： 東京建物 Brillia HALL、大阪：東京建物 Brillia HALL 箕面 ⼤ホール、京都：京都劇場、愛知：東海市芸術劇場 ⼤ホール、熊本：熊本城ホール メインホール、東京凱旋：東京建物 Brillia HALL）脚本・演出
- 舞台『スタンドマイヒーローズ』（9月、シアターサンモール）脚本
- 舞台『ブルーロック -EPISODE 凪-』（11月、東京ドームシティ シアターGロッソ）脚本・演出

### 舞台（出演）
- bpm
  - ネバーランド☆A GO!GO!（スペース107） - 武藤・アラジン 役
  - ハイカラ（全労済ホール スペース・ゼロ） - 坂口安吾 役
  - ジッパー！（あうるすぽっと） - かっちゃん 役
  - 池田屋チェックイン（天王洲 銀河劇場） - 吉田稔麿 役
  - bpm15周年記念公演『beats per minute CHAIN LIFT』（全労済ホール スペース・ゼロ） - 特別出演・プリツカー 役
- B×b 
  - FRONT LINE mission 1：CHILD PLAY（博品館劇場） - 鳥越京介 役
  - FRONT LINE mission 2：The Shining（博品館劇場） - 鳥越京介 役
  - FRONT LINE mission 3：Alien（博品館劇場） - 鳥越京介 役
  - FRONT LINE the last mission : Final Destination（紀伊國屋サザンシアター） - 鳥越京介 役
- アヴェ・マリターレ!（全労済ホール スペース・ゼロ） - 間弘志 役
- BASARA 〜謀略の城〜（俳優座劇場） - 羽柴秀吉 役
- 音楽舞闘会『黒執事 〜その執事、友好〜』（サンシャイン劇場） - アバーライン警部 役
- ミュージカル『黒執事』-The Most Beautiful DEATH in The World- 千の魂と墜ちた死神（東京：赤坂ACTシアター、愛知：春日井市民会館、大阪：シアターBRAVA!） - アバーライン警部 役
- 学園P天国presents『ハッピー☆パレードッ！ vol.2』（六行会ホール） - ゲスト出演
- 進戯団 夢命クラシックス『OTOGI狂詩曲』（中目黒キンケロシアター）

### 映画
- ミュージカル黒執事（アバーライン警部 役）※舞台出演作品の全国映画館上映
- 飛行機雲2010 流れる雲よ（演出）※舞台演出作品の全国映画館上映
- メサイア「漆黒ノ章」（脚本）

### テレビ
- ラッキィ（NHK衛星第1、監督：市川準）
- 世の中なんでも経済学（NHK教育）
- 驚きももの木20世紀（テレビ朝日）
- チーム・ディズニー（TBS）
- JIN-仁- (完結編) 第4話（TBSテレビ）
- おくさまは18歳 第4話（フジテレビTWO）

### CM
- 海上自衛隊 - ダンサー
- VISAデビットカード

### 吹き替え
- RENFORD REJECTS
- OH YEAH CARTOON!
- ドレイク&ジョシュ #56・#57（ニコロデオン）
- サンクチュアリ（サイファイチャンネル） - ヘンリー・フォス 役

### ラジオ
- ラジオドラマ コンピューター・チルドレン（かつしかFM）
- RADIO MAGIC NEXT（全国コミュニティーFMチャンネル） - レギュラー
- 東京ぞめきステーション（FM徳島） - メインパーソナリティ
- 青春アドベンチャー「ウィッグ取ったらただの人」（NHK FM） - 脚本

### WEB
- アトリエッジTV（インターネットテレビ） - レギュラー
- あっ！とおどろく放送局「BACS-TV」（インターネットテレビ） - 構成・脚本・ディレクション

### イベント
- bpm
  - MIMEMIME "SYNDROME"（恵比寿ライブゲート）
  - bpm FESTA 2010 〜DVD発売記念スペシャルイベント〜（原宿Vacant） - シーサイド・スーサイドedition 司会
  - bpm FESTA 2011（渋谷J-POP CAFE）
  - bpm FESTA 5th ANNIVERSARY（マウントレーニアホール渋谷）
  - bpm FESTA 2013（ハーモニックホール） - 出演
- 浜尾京介
  - BDイベント2012（星陵会館） - 企画
  - BDイベント2013（アムラックスホール） - 構成・脚本・司会
  - クリスマスイベント（時事通信ホール） - 構成・脚本・司会
  - ファン感謝トークライブ（東京：全電通労働会館・新宿住友ホール/大阪：TBホール） - 構成・脚本・司会
- ザ・ミッドナイトサスペンス 体験型ホテルミステリーイベント - レギュラー
- 音楽舞闘会『黒執事』アフタートークイベント - 司会
- 半生執事〜舞台「黒執事」鑑賞会（ゆうぽうとホール/大阪厚生年金会館/中京大学文化市民会館） - 司会
- トークイベント 伊勢直弘×荒多惠子「いま、生きるということ」（熱海市立澤田政廣記念美術館）
- 『ミュージカル黒執事』追加公演記念アフタートークイベント - 司会
- 松下優也 20th Birthday Party - 司会
- X-QUEST (20th anniversary) 2010夏興行『演戯王』スペシャルイベント（吉祥寺シアター） - 司会
- 『ミュージカル黒執事 半生執事舞台挨拶』（バルト9） - 司会
- 兼崎健太郎 27th Birthday Event 2011（大阪：イシハラホール/東京：前進座劇場） - 構成・演出・司会
- 舞台『WORKING!!』DVD発売イベント（アムラックスホール） - 出演
- '13 食博覧会・大阪（インテックス大阪） - シンボルオブジェ「和紙サクラシアター」映像演出
- メサイア『赤連ノ章』（時事通信ホール） - 構成台本・司会
- 『ハッピーレシピ』体感型謎解きイベント（Dining&Bar KITSUNE） - 脚本・演出
- 『BROTHERS CONFLICT』体感型謎解きイベント（全労済ホール スペース・ゼロ） - 演出
- 『双牙 〜ソウガ〜』体感型謎解きイベント（全労済ホール スペース・ゼロ） - 演出
- 『DIVE!! The STAGE!!』Blu-ray&DVD発売記念イベント（なかのZEROホール） - 司会
- アニメ＆舞台キャスト登壇イベント『「pet」Wアクターズパーティ』（ユナイテッドシネマ アクアシティお台場） - 朗読劇脚本

## インタビュー記事
- 【過渡期】「2.5次元演劇」というジャンルが確立される中で思うこと。脚本・演出 #伊勢直弘 インタビュー
- さらに「さらざんまい」～愛と欲望のステージ～　伊勢直弘 インタビュー
- 【アフターインタビュー】演出の伊勢直弘が振り返る『東京カラーソニック!!』the Stage Vol.1
- 「新しいこと」ではない。自由な演劇をしたい。『チャージマン研！』演出・キムラ真×脚本・伊勢直弘
- 植田圭輔さん×なるせゆうせいさん×伊勢直弘さんクロストーク掲載！ 舞台『pet』開幕
- 舞台『pet』─壊れた水槽─｜谷佳樹×演出・伊勢直弘×総合監修・なるせゆうせいインタビュー
- 《インタビュー》「DIVE!!」The STAGE!! 脚本・演出　伊勢直弘
- クリエイター対談（PETアニメ化&舞台化記念）なるせゆうせい×伊勢直弘
- 客席との垣根を低くしてさらに攻めていく！ 歌謡倶楽部『艶漢』第二幕　伊勢直弘・櫻井圭登インタビュー
- トークショーもあり！半生執事～舞台「黒執事」鑑賞会～開催 - ニュース - ウェイバックマシン（2009年10月25日アーカイブ分） - アニメイトTV
- ハイブリッド・アミューズメント・ショウ bpmのみなさんからコメントが到着！ - e+MOVIE
- 今月のピックアップ　伊勢直弘インタビュー - Base station on Web
- 【舞台版「WORKING!!」】脚色・演出を担当している伊勢さんに、いろいろ聞いてみた！ - あにめたす
- 佐藤アツヒロ3年ぶりの主演！30-DELUX最新作『新版 国性爺合戦』が全国4都市で上演！ - エンタステージ
- 演出・大関真×脚本・伊勢直弘が語る『SK∞ エスケーエイト The Stage』の魅力 - ぴあ
- 脚本・伊勢直弘、演出・磯貝龍乎、主演・富田翔で贈る　業界の裏事情が炸裂？　“あるある”満載、ナンセンスなハードボイルドコメディ - カンフェティ
- 業界の裏事情満載のハードボイルドコメディ第2弾　絶妙な“あるある”が詰まった本気の悪ふざけは「運気が上がる芝居」に！ - カンフェティ